# Papierfabrik Penig
Die Papierfabrik Penig wurde im Jahre 1537 als Papiermühle im sächsischen Penig gegründet und produziert heute noch als Papierfabrik unter dem Namen Schoeller Technocell GmbH & Co. KG Werk Penig Papierwaren. Damit ist das Peniger Werk die älteste noch produzierende Papierfabrik in Deutschland.
Die Papierfabrik mit 119 Mitarbeitern soll im Jahr 2025 nach fast 500 Jahren geschlossen werden.

## Von den Anfängen bis 1834

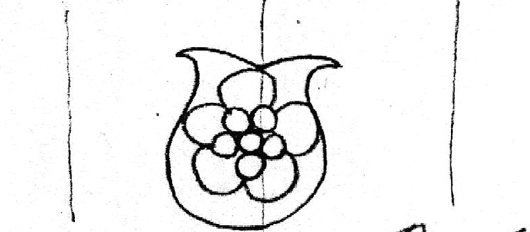
Die Altenburger Rose als Wasserzeichen der Peniger Papiermühle um 1538

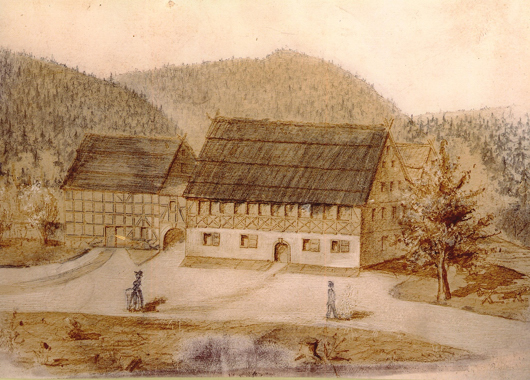
Die Papiermühle Penig um 1750

Am 15. April 1537 richtete Burghardt Schmidt aus Glauchau eine erste Papiermühle in Penig ein.
Zu diesem Zweck erhielt er ein Darlehen in Höhe von 200 Gulden von Hugo von Leisnig, das laut Vertrag jährlich mit 10 Gulden verzinst wurde. Die Neuerrichtung des Wehres an der Zwickauer Mulde durch den Bürger Hans Horn aus Chemnitz 1539 begünstigte den Aufschwung der Papiermühle. In den ersten Jahren enthielten die aus den Bütten geschöpften Papiere das Peniger Stadtwappen die Altenburger Rose. Im Jahre 1562 übernahm Gregor Schmidt, der Sohn Burghardts die Mühle, danach 1570 war Simon Schmidt der Besitzer der Papiermühle. Dieser verkaufte am 14. Januar 1603 die Mühle an Caspar Lenkersdorfer, dessen Nachkommen sie bis ins 18. Jahrhundert führten. Der sächsische Kurfürst Christian II. erteilte 1609 der Peniger Papiermühle das „Lumpensammel-Privileg“, das 1613 von Kurfürst Johann Georg I. bestätigt wurde. Im Jahre 1711 ereignete sich ein großer Stadtbrand in Penig, in dessen Zuge auch die Mühle abbrannte, danach aber schnell wieder aufgebaut wurde. Etwa 18 Jahre später erwarb Johann Christian Keferstein die Mühle für 3000 Gulden. Damit begann die über 100-jährige Ära K(a)eferstein, in der 1805 bis 1823 mit Johanna Maria Käferstein auch eine Frau an der Spitze der Papiermühle stand. Carl Heinrich Graf von Schönburg bestätigte 1765 erneut das Privileg zum Lumpensammeln für die Peniger Mühle. Im Jahre 1772 wurde das erste deutsche Papiergeld in Sachsen eingeführt, die Churfürstlich Sächsischen Cassen Billets. Das Papier dazu wurde in Christian August Käfersteins Papiermühle in Penig hergestellt.

## Von 1834 bis zum Ende des Zweiten Weltkrieges

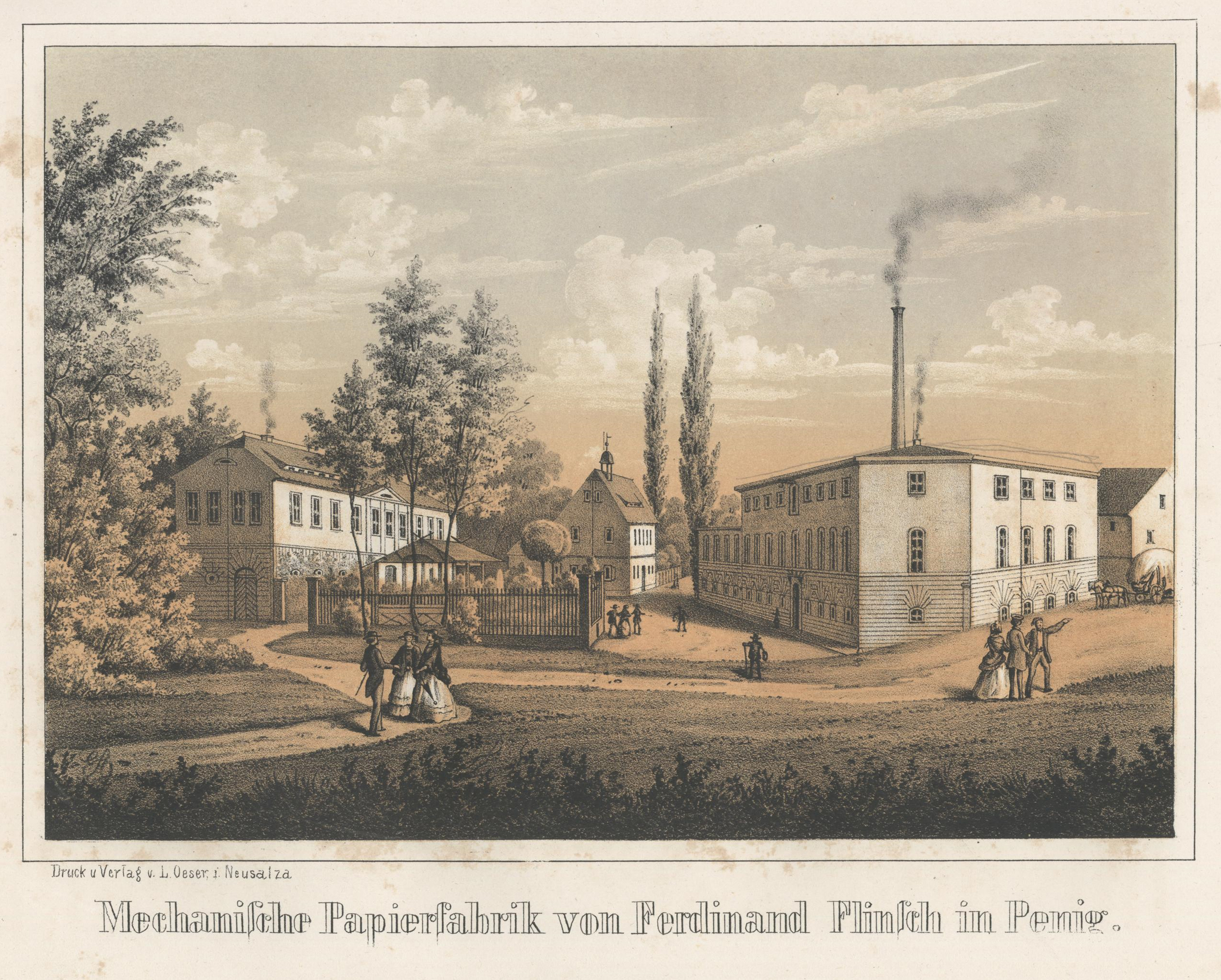
Mechanische Papierfabrik von Ferdinand Flinsch in Penig 1856

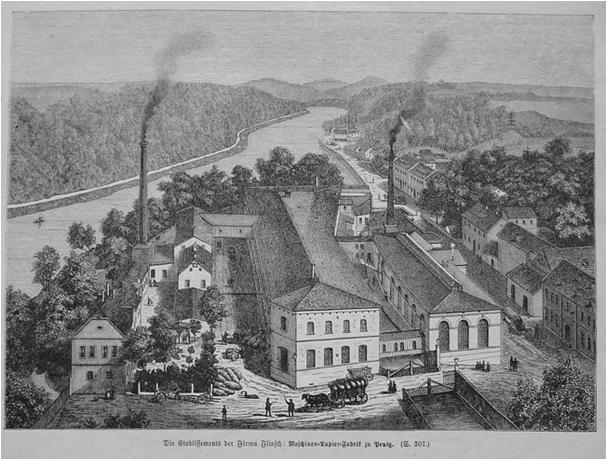
Ansicht der Papierfabrik an der Zwickauer Mulde um 1884

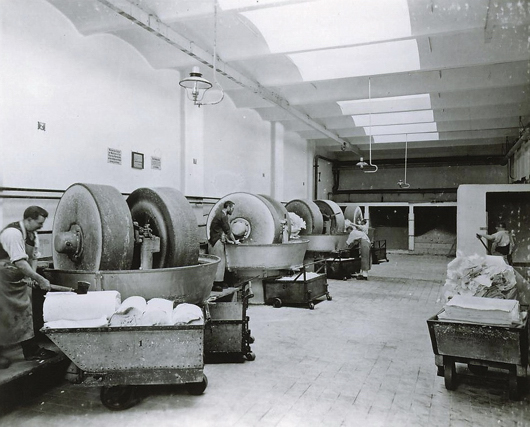
Kollersaal um 1900

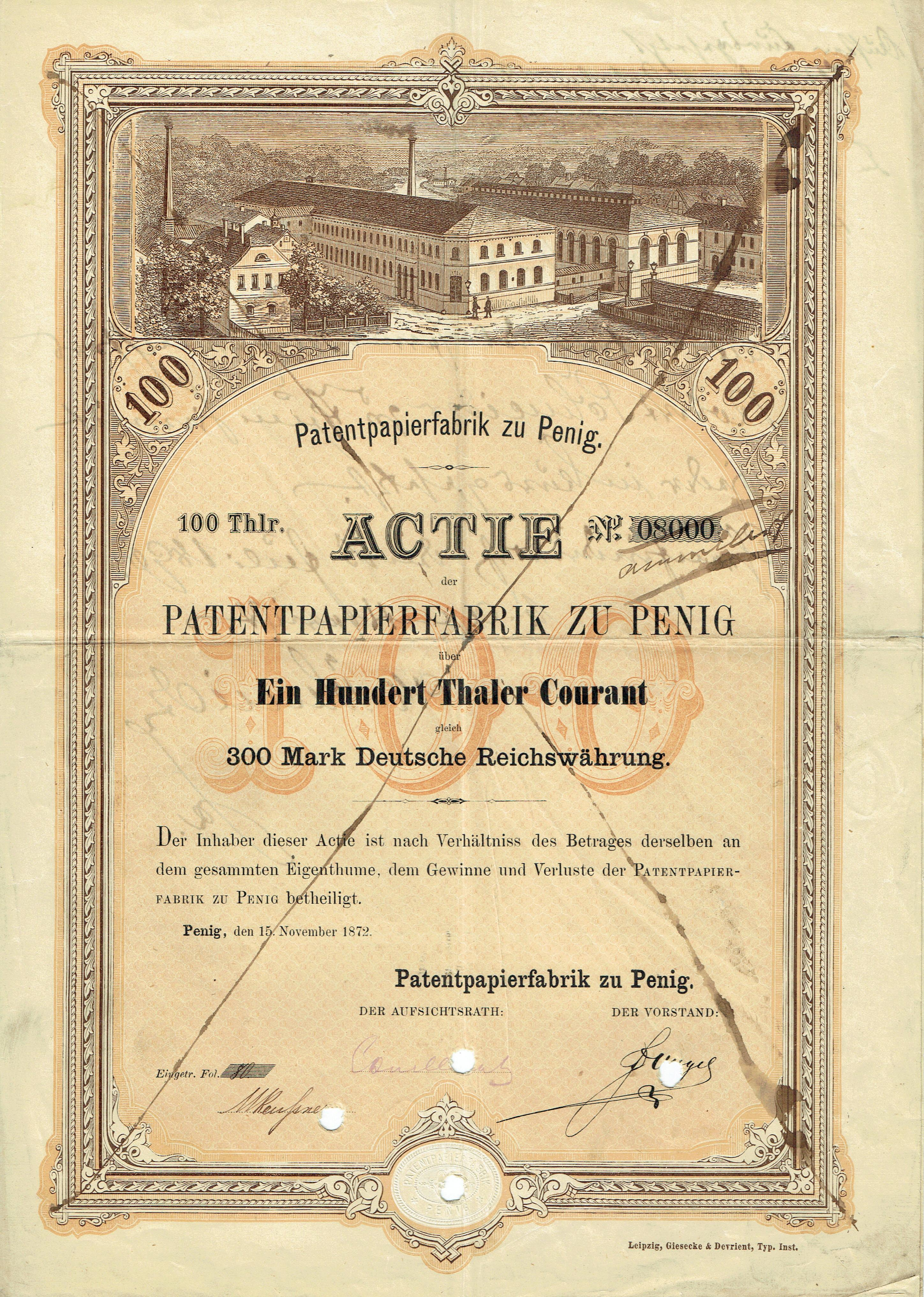
Gründeraktie der Patentpapierfabrik zu Penig vom 15. November 1872

Patentpapierfabrik zu Penig, Maschinen-Wasserzeichen KRONENPOST im Doppelkreis, 1898

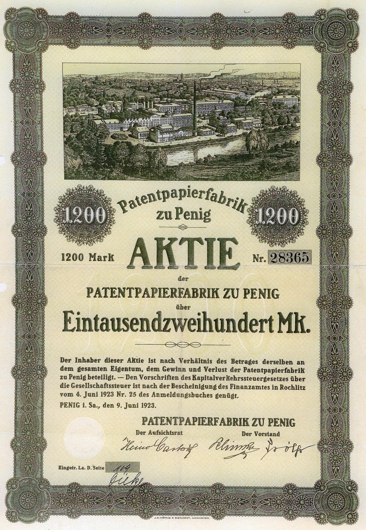
Aktie von 1923

Im Jahre 1834 stieg Ferdinand Traugott Flinsch als Teilhaber in die Firma ein. Er erwarb am 30. Juni 1836 von Gustav Franz Käferstein für 14.000 Taler die gesamte Papiermühle. Danach formte er die Mühle zu einer Fabrik um. Wurde das Papier bisher von Hand geschöpft, konnte es jetzt als Endlosband produziert werden. Im Jahre 1838 wurde die erste Langsiebpapiermaschine der Firma Bryan Donkin aus England aufgebaut. Im Jahre 1847 stattete die Fabrik die Stadt Penig mit Öllampen aus. Etwa 300 Arbeiter waren 1848 in der Fabrik beschäftigt.
1857 und 1858 erwarben die Söhne des 1848 verstorbenen Ferdinand Flinsch das benachbarte Wagnersche Hammerwerk und die Milkersche Mahlmühle und benutzten deren Wasserkraftanlagen. Der nach einem Hochwasser zerstörte obere Mühlgraben wurde erneuert. Eine zweite, größere Papiermaschine der Firma Bertram & Sons, Edinbourg wurde 1863 angeschafft, diese fertigte bis zu 5 t Papier in 24 Stunden. Gefertigt wurde zu dieser Zeit vor allem Schreib- und Druckpapier. Im Jahre 1864 entstand eine eigene Gasanstalt auf dem Werksgelände, die nicht nur die Fabrik, sondern auch Penig mit Leuchtgas versorgte. Als Zulieferer wurde 1871 die Strohzellstofffabrik Reisewitz bei Penig gebaut, später baute man das Werk zu einer Papierfabrik um. Der Name Reisewitz stammte von einem Lokal in der Nähe, in dem Bier aus der Actien-Bierbrauerei zu Reisewitz bei Dresden ausgeschenkt wurde.
Im Jahre 1872 wurde die Firma zu einer Aktiengesellschaft mit dem Namen „Patentpapierfabrik zu Penig“ umgewandelt. Das Stammkapital betrug 3 Millionen Mark in 10.000 Aktien. Zwei Jahre später wurden das Werk Wolkenstein und die Hadernsortieranstalt Geithain erworben und die Firma im Jahre 1888 durch das Werk Willischthal bei Zschopau erweitert, das für 900.000 Mark erworben wurde. 1889 verkauften die Schönburger das Neue Schloss in Penig an die Papierfabrik, die es zur Lagerung und Sortierung von Alttextilien nutzte. Das führte im Volksmund zu der Bezeichnung „Lumpenschloss“. Im Jahre 1897, 25 Jahre nach der Gründung der Aktiengesellschaft hatte sich die Produktion auf das 85-fache im Vergleich zu 1840 erhöht. In diese Zeit fielen die Erneuerung des gelben Hauptgebäudes der Fabrik, der Bau der Frischwasserleitung vom Höllteich bei Chursdorf und die Erneuerung von Mühlgraben und Wehranlage der Zwickauer Mulde für die Wasserkraftnutzung. Die Lieferung einer Francis-Turbine durch J. M. Voith in Heidenheim erfolgte im Jahre 1890.
Nach dem Ersten Weltkrieg stagnierte die Produktion und die Inflationszeit brachte große Not. Im August 1923 zogen Wilischthaler Arbeiter nach Penig um eine Auszahlung von 250 Goldmark für jeden durchzusetzen. Die Forderung wurde teilweise erfüllt. Vom 27. August 1923 bis 17. Oktober 1923 wurde im Werk wieder Banknotenpapier hergestellt. Nach der Einführung der Rentenmark im Dezember 1923 wurde das nun wieder zurückflutende wertlose Papiergeld monatelang zu Packpapier aufgearbeitet. Im Jahre 1938 arbeiten etwa 960 Personen in der Papierfabrik.

## Erweiterungen in der DDR-Zeit
Nach Ende des Zweiten Weltkriegs betrug die Jahresproduktion nur 3.400 t. Der Betrieb wurde von der sowjetischen Besatzungsmacht beschlagnahmt und der Treuhänderschaft des Landes Sachsen unterstellt. Es folgte 1948 die Überführung in Volkseigentum. Der neue Name lautete jetzt VEB Patentpapierfabrik Penig. Ein Jahr später gliederte man die Papierfabrik in die „VVB Zellstoff-Papier-Pappe“ mit Sitz in Heidenau (später VEB Kombinat Zellstoff und Papier Heidenau) ein. Im Jahr 1950 wurde wieder eine Jahresproduktion von 25.000 t erreicht. In den Jahren 1958 bis 1968 wurde die Fertigung von Schreib- und Druckpapieren größtenteils zugunsten von Dekorpapieren eingestellt. Seit 1965 gehörten die Papierfabriken Göritzhain und Lunzenau (im Jahre 1885 von dem Industriellen Wilhelm Vogel gegründet) zum Betrieb. Der veraltete Betrieb bei Reisewitz wurde sechs Jahre später eingestellt und in ein Beschichtungswerk umgebaut. Im Jahr 1972 wurde die Rochsburger Papier- und Pappenfabrik Christian Braun KG gekauft. Am 2. Januar 1974 erfolgte die Einweihung des Beschichtungswerkes Reisewitz in Penig und zwei Jahre später wurde die Fabrik um das Werk Wolkenburg erweitert. Die Produktionspalette umfasste seit 1977 Laminat und Dekorpapier für die Möbelindustrie, Strukturtapete, Tapetenrohpapier, Schreibblocks, Isolierpapier für die Schichtpressstoff- und Kabelindustrie, Zinkoxidpapier und Ohne-Kohle-Papiere sowie Zigarettenfilter. Etwa 44 % der Produkte waren Dekorpapiere und rund 70 % der Betriebe der Möbelindustrie der DDR verwendeten Dekorpapiere aus Penig. Zu dieser Zeit hatte das Hauptwerk in Penig etwa 2000 Beschäftigte. 1982 wurde der VEB Oberlausitzer Feinpapierfabrik Bad Muskau eingegliedert. Das Werk hatte eine eigene Betriebssportgemeinschaft die BSG „Rotation“ und ein Betriebsferienheim in Bärenstein.
Im Jahre 1987 wurde zur Erinnerung an die Geschichte der Papierfabrik ein historischer Kollergang auf einem Sockel auf der südlichen Einfahrtsstraße nach Penig als technisches Denkmal aufgestellt.

## Die Papierfabrik nach der Wende
Nach der Wende von 1989 erfolgte eine Umwandlung in die Papierfabriken Penig GmbH. Am 1. September 1991 kaufte die „Felix Schöller GmbH & Co. KG“ das Peniger Hauptwerk von der Treuhandanstalt. Derzeit (2019) produzieren 112 Mitarbeiter mit einer Papiermaschine eine Jahreskapazität von 28.000 t Dekorpapiere und mit Harz imprägnierte Papiere am Standort Penig.
Anfang 1993 erfolgte auch ein Neustart der Reisewitz Beschichtungsgesellschaft mbH, die bis heute produziert, durch ehemalige Mitarbeiter.
Zur Weiterproduktion von Schulheften und Blocks wurde ebenfalls von Altmitarbeitern im Jahre 1992 die PVP Papierverarbeitung GmbH Penig gegründet, die bis heute Schreibmaterialien produziert. Von den anderen ehemaligen acht Tochterwerken außerhalb Penigs produzierte bis zuletzt nur noch der Standort Lunzenau (Lunzenauer Papier- und Pappenfabrik GmbH & Co. KG) mit ca. 30 Mitarbeitern Rohfilzpappe und Unterlagspappe, bis diese am 16. August 2019 Insolvenz anmeldete.
In der Fabrik ist in vier Räumen ein Papiermacherkabinett eingerichtet. Dort wird Besuchern die Geschichte der Papierherstellung erläutert. Außerdem sind Gerätschaften zur Herstellung und Prüfung von Papier ausgestellt. Unter anderem findet man einen Zugfestigkeitsprüfer aus dem Jahr 1898, aber auch ein Debitorenbuch, in welchem die Auslieferungen von Februar 1835 bis Juli 1842 verzeichnet sind.
Am 11. Februar 2025 wurde die Schließung des Werkes in Penig angekündigt.

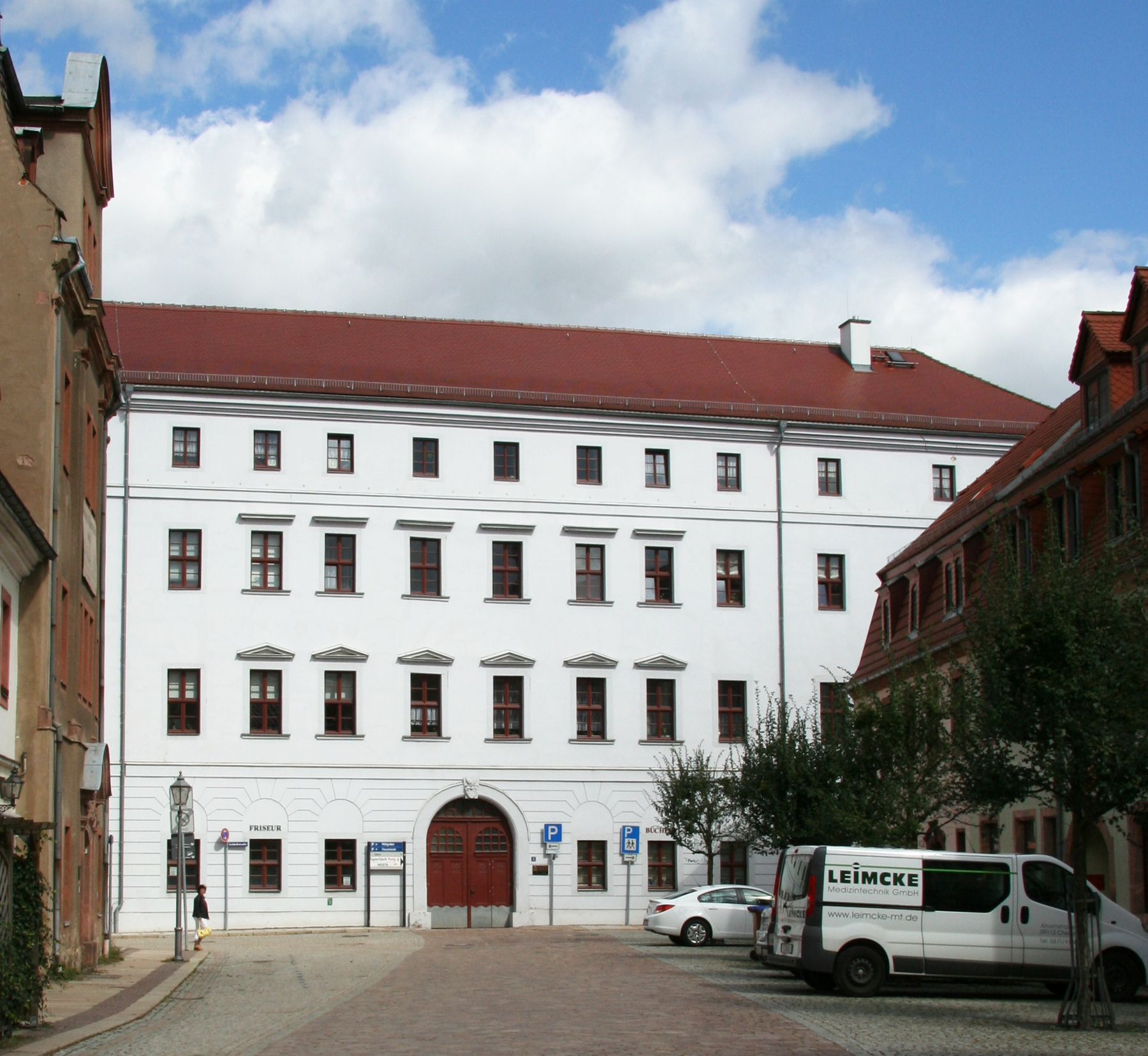
Das von der Papierfabrik 1889 übernommene Neue Schloss in Penig, wegen der Lagerung von Alttextilien „Lumpenschloss“ genannt
Logo des VEB Peniger Patentpapierfabriken
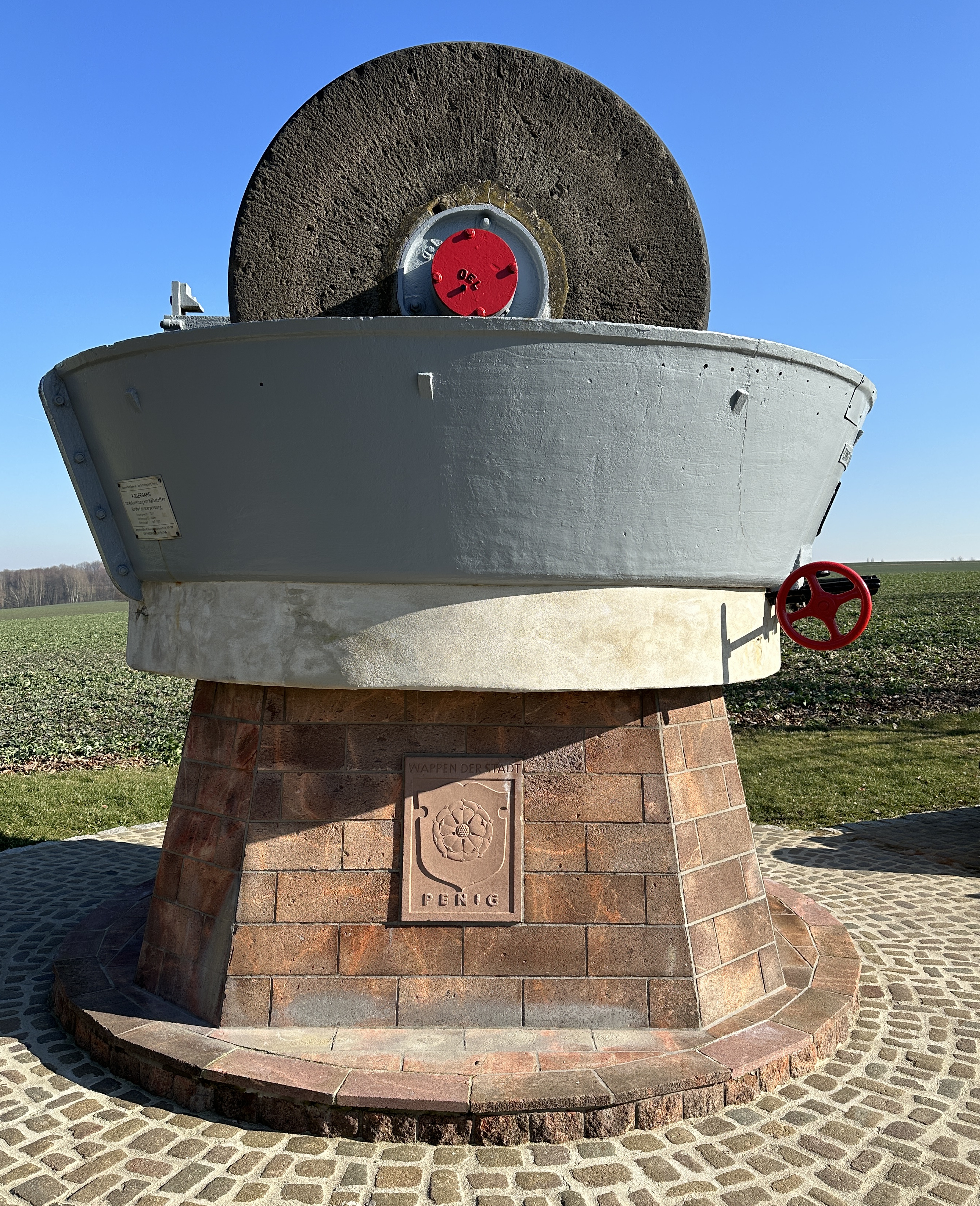
Kollergang aus der Papierfabrik am Ortseingang von Penig
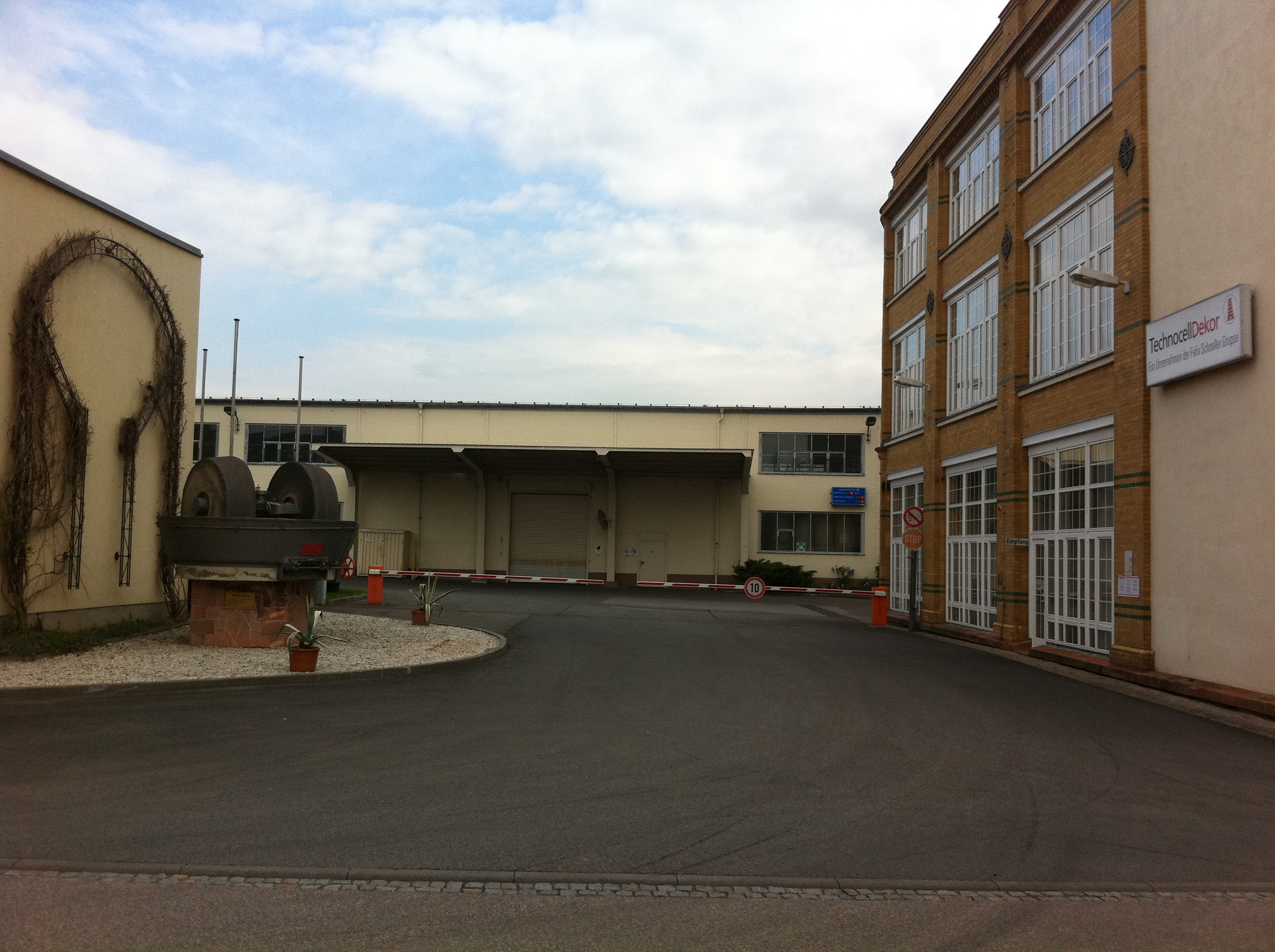
Einfahrt der Schoeller Technocell GmbH & Co. KG Werk Penig im Jahre 2012